# Erik Broström
Erik Broström, född den 13 oktober 1981 i Stockholm, är en svensk improvisationskomiker och skådespelare. Han driver improvisationsteatern Presens Impro tillsammans med My Gudmundsdotter. Han gör en av rösterna och agerar som dockspelare i prisbelönta satirprogrammet Herr Talman på Sveriges Television.
Broström gör podden Improsnack tillsammans med My Gudmundsdotter och Amanda Lindmark där de diskuterar impro som humorform. Han gör också historiepodden Teach me Sweden tillsammans med Jonathan Rollins och filmpodden Håller den med Martin Soneby, Fanny Agazzi och Ola Aurell.